# 클로 (마블 코믹스)
클로(Klaw)는 마블 코믹스가 출판하는 만화책의 등장인물이다. 율리시스 클로(Ulysses Klaue)라는 이름으로도 잘 알려져 있다. 첫 등장은 Fantastic Four #53 (1966년 8월)이다.
2015년 영화 《어벤져스: 에이지 오브 울트론》에는 앤디 서키스가 연기한다. 그리고 2018년 2월에 나온 《블랙팬서》 에서도 앤디 서키스가 연기한다. 에이지 오브 울트론에서는 울트론과의 거래도 했었고. 블랙팬서에서는 비브라늄을 훔쳐서 로르 장관한테 팔려는 예정이였다. 그런데 자기 팀인줄 알았던 미국인이 알고보니 와칸다인이여서 총살로 죽었다.

## 담당 배우

### 영화
- 어벤져스: 에이지 오브 울트론 (2015) - 앤디 서키스
  - 블랙 팬서 (2018) - 앤디 서키스